# (5484) Inoda
(5484) Inoda es un asteroide perteneciente al cinturón de asteroides descubierto el 7 de noviembre de 1990 por Takeshi Urata desde el Observatorio de Nihondaira, Shimizu-ku, Japón.

## Designación y nombre
Designado provisionalmente como 1990 VH1. Fue nombrado Inoda en honor a Shigeru Inoda, cirujano vítreo retiniano oftálmico y profesor asociado en el departamento de oftalmología de la Escuela de Medicina de Jichi. Es uno de los astrónomos aficionados más activos en el estudio del planeta menor en el Observatorio Astronómico Karasuyama y es el descubridor de varios planetas menores. Ha sido asesor técnico en el Observatorio de Nihondaira.

## Características orbitales
Inoda está situado a una distancia media del Sol de 2,412 ua, pudiendo alejarse hasta 2,766 ua y acercarse hasta 2,058 ua. Su excentricidad es 0,146 y la inclinación orbital 12,58 grados. Emplea 1368,55 días en completar una órbita alrededor del Sol.

## Características físicas
La magnitud absoluta de Inoda es 13. Tiene 10,394 km de diámetro y su albedo se estima en 0,105. 